# Brasiloschubartia zernyi
Brasiloschubartia zernyi är en mångfotingart som först beskrevs av Carl Graf Attems 1931.  Brasiloschubartia zernyi ingår i släktet Brasiloschubartia och familjen Chelodesmidae. Inga underarter finns listade i Catalogue of Life.